# Винищення в'язнів у Буську
Винищення в'язнів у Буську — вбивство в'язнів, яких утримували в Буську працівники НКВС в останні дні червня 1941 року. Щонайменше 35 в'язнів стали жертвами злочину.

## Історія

### Передмова
Після вересневої поразки польських військ Буськ разом з рештою прикордонних земель опинився під окупацією СРСР. Люди, заарештовані радянським апаратом безпеки, утримувалися в міському ізоляторі. Він примикав до будівлі муніципального суду, в якому після початку окупації знаходився місцевий заклад НКВС.
22 червня 1941 року Німеччина вторглася в СРСР. Перші тижні війни були дуже вдалими для німецької сторони. Дивізіям Вермахту вдалося розбити війська прикордонних військових округів СРСР, а потім глибоко проникнути на територію ворога. З огляду на стрімкий прогрес нападу Німеччини, радянська влада вирішила ліквідувати політичних в'язнів, що утримуються у в'язницях у західних областях СРСР. Відповідно до розпорядження Народного комісара внутрішніх справ Лаврентія Берії від 24 червня 1941 року мали бути страчені люди, засуджені за «контрреволюційну діяльність», «антирадянську діяльність», саботаж та диверсію, а також політичні в'язні під слідством.

### Перебіг подій
Точно не встановлено, скільки ув'язнених утримувалося в ізоляторі Буська на момент початку німецько-радянської війни. Однак відомо, що їх кількість зросла після 22 червня 1941 року, оскільки у зв'язку з початком війни НКВС розпочало масові арешти ворогів радянської влади.
Наприкінці червня співробітники НКВС тимчасово залишили місто. Дізнавшись про це, місцеві жителі пішли до ізолятору, сподіваючись, що там знайдуть своїх родичів та друзів. Однак будівля виявилася порожньою. Знайдено лише українця з прізвищем Капій, якого НКВС залишили у камері.
Згодом, мешканці відправилися до сусіднього штабу НКВС. У підвалі будівлі вони виявили тіла 35 людей та живого в'язня з прізвищем Капій (не пов'язаного з чоловіком, якого знайшли в ізоляторі), захованим під купою трупів. На основі показань чоловіка та огляду тіл вдалося реконструювати хід подій. Було встановлено, що в'язнів викликали поодинці з камер та доставляли до штабу НКВС — нібито для допиту. Не знаючи про очікувану долю, жертв ставили на сходах, що вели до підвалу, вбивали пострілом у потилицю, а тіла залишали у підвалі. Поранених добивали. На час вбивств були запущені двигуни двох мотоциклів, щоб заглушити звуки пострілів та крики вбитих.

## Розслідування
У результаті розслідування, проведеного в 1990-х роках, польські слідчі дійшли висновку, що більшість вбитих в'язнів були засуджені до смертної кари або високих покарань у вигляді в'язниці (відповідно до статті 58 Кримінального кодексу СРСР та статті 54 Кримінального кодексу СРСР) ще до війни. Серед вбитих були переважно поляки; другою національною групою за кількістю жертв були українці. Серед вбитих бути: Казимир Балицький (президент місцевого осередку Товариства народної школи, господар закладу «Сокіл»), Лонгін Немечек (вчитель, прапорщик Війська Польського), Миколай Ваньо (український лікар).
Тіла вбитих винесли з підвалу та розмістили у кімнатах колишнього міського суду. Непізнаних поховали у братській могилі. Незабаром, після поховання тіл, працівники НКВС повернулися до міста. Розуміючи, що злочин було розкрито, вони оголосили, що невідомі злочинці вбили в'язнів за їх відсутності. Через два дні вони остаточно евакуювалися з міста. Німецькі війська захопили місто в перших числах липня.